# رافيلو
رافيلو، (بالإنجليزية: Ravello)‏، هي بلدة ومدينة تقع فوق ساحل أمالفي، في مقاطعة جنوب ساليرنو، كامبانيا، جنوب إيطاليا، ويبلغ عدد سكانها حوالي 2500 نسمة. يجعل موقعها ذو المناظر الطبيعية الخلابة وجهة سياحية مشهورة، وحصلت عليها على قائمة مواقع التراث العالمي لليونسكو في عام 1997.

## السكان
في سنة 1861 بلغ عدد السكان 1٬596 نسمة، وتطور العدد ليصل في سنة 2011 لـ 2٬462 نسمة.
يظهر هذا المخطط البياني تطور النمو السكاني لـ رافيلو

## أعلام
- فيسنتي فيليسولا